# Grado Rømer

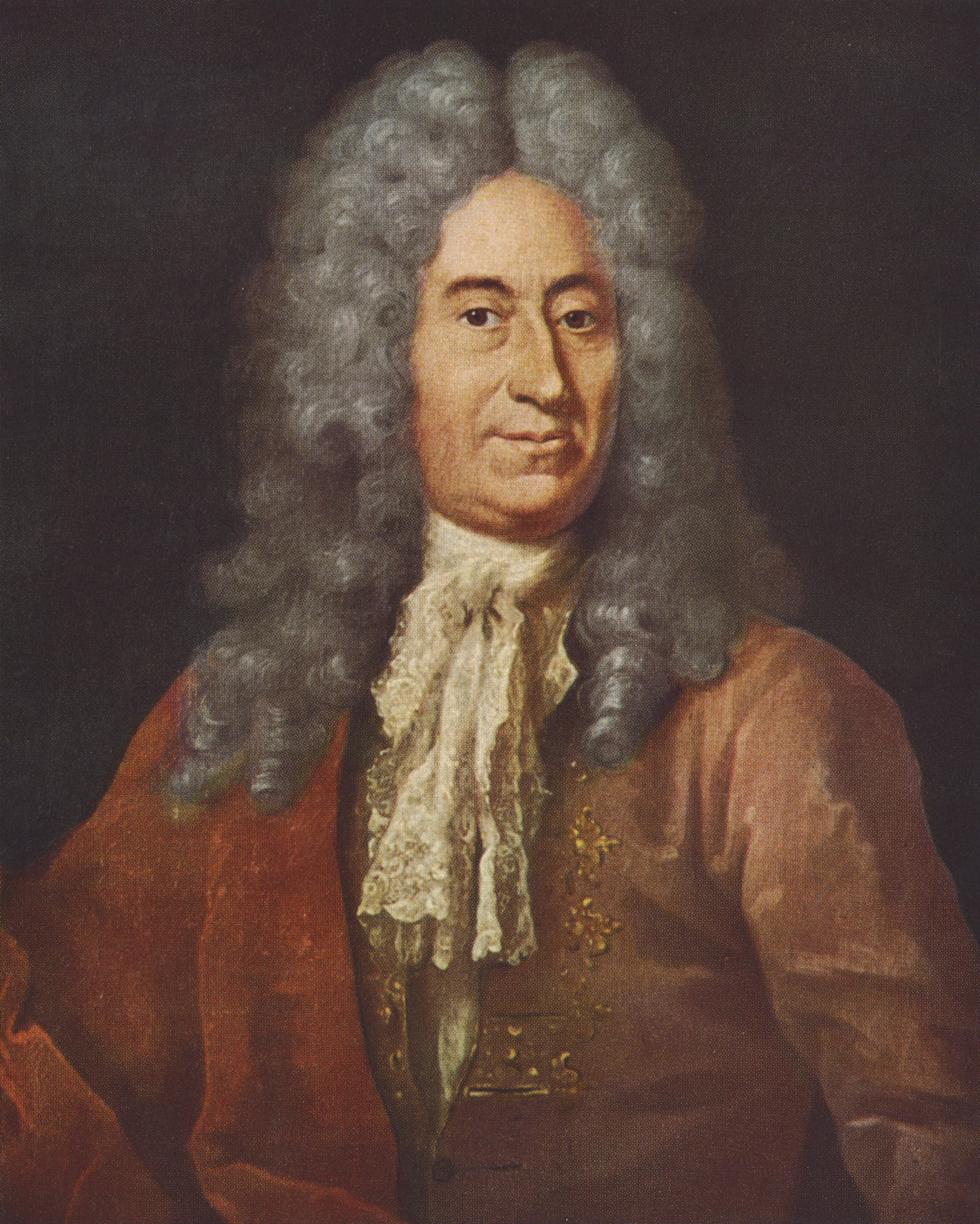
Ole Rømer - Astrónomo Danés, retrato al óleo 1700.

Rømer es una escala de temperatura en desuso que fue propuesta por el astrónomo danés Ole Christensen Rømer en 1701.
En esta escala, el cero es inicialmente la temperatura de congelación de la salmuera. El punto de ebullición del agua está en 60°. Rømer vio que el punto de congelación del agua quedaba a casi un octavo de este valor (7.5 grados), y usó este valor como otro punto de referencia. La unidad de medida en esta escala, el grado Rømer, equivale a 40/21 de un Kelvin (o de un grado Celsius). El símbolo del grado Rømer en ocasiones puede ser °R pero para evitar confusiones con el Rankine (R) y los grados Réaumur (°Ré), se utiliza el símbolo °Rø.
Una historia plausible en relación con la creación de la escala Fahrenheit es que Daniel Gabriel Fahrenheit, conoció la existencia de la escala de Rømer, y fue a visitarlo en 1708; mejoró la escala, incrementando el número de divisiones por un factor de cuatro; quedando establecida como la escala Fahrenheit, en 1724.